# Bangalaia fisheri
Bangalaia fisheri là một loài bọ cánh cứng trong họ Cerambycidae.